# Jack White

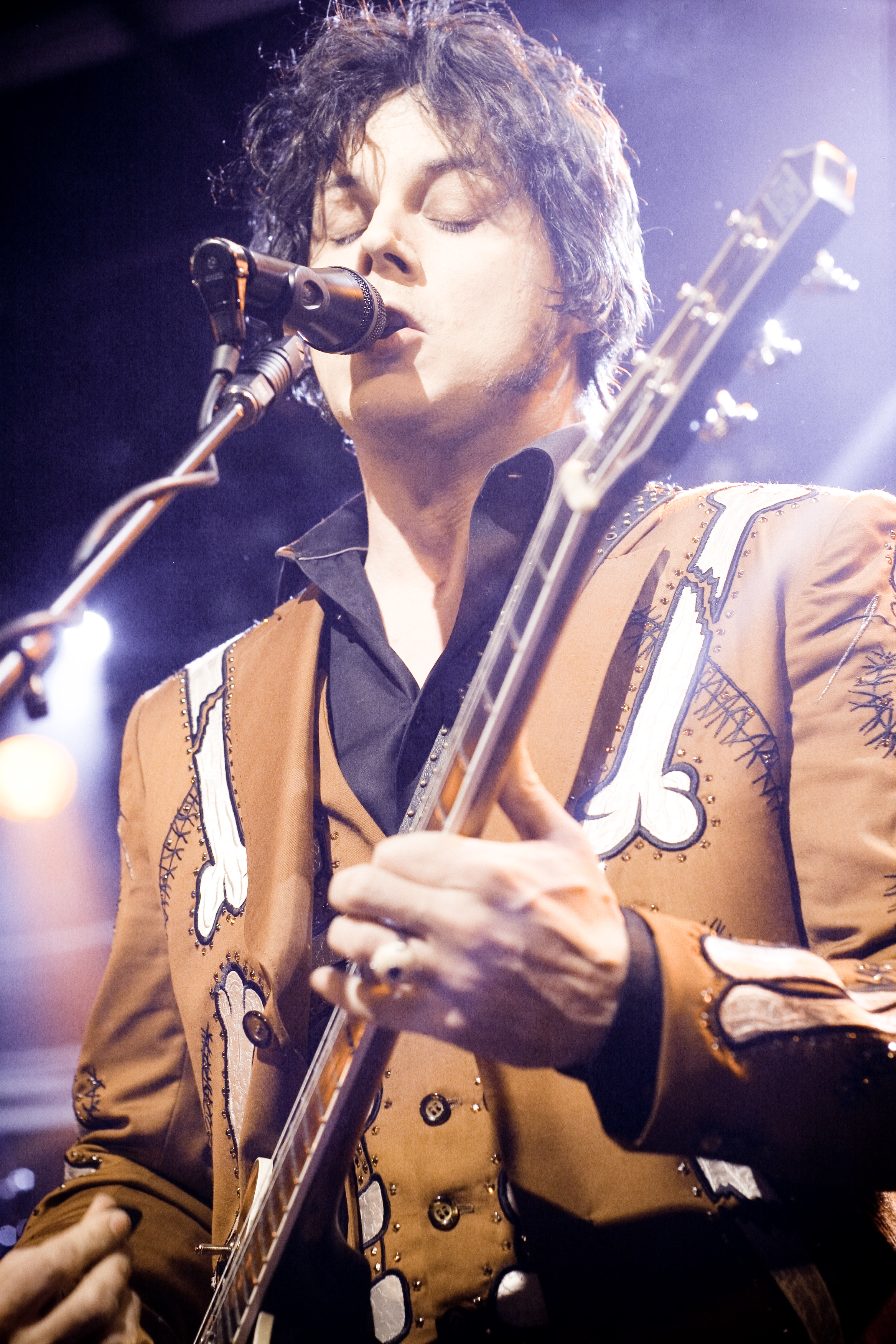
Jack White en una actuació a Vancouver el 2008.

Jack White (Detroit, Michigan, 9 de juliol de 1975), nascut John Anthony Gillis, encara que sovint apareix també com Jack White III, és un músic i actor ocasional estatunidenc membre dels grups The White Stripes (juntament amb Meg White), The Raconteurs i The Dead Weather. També ha aparegut en les pel·lícules Cold Mountain (2003), Coffee and Cigarettes (2003), Walk Hard (2007), Shine a Light (2008) i Conan O'Brien Can't Stop (2011), entre d'altres. Va col·laborar en l'àlbum de Wanda Jackson The Party Ain't Over (2011).

## Discografia principal
Amb The White Stripes
- The White Stripes (1999)
- De Stijl (2000)
- White Blood Cells (2001)
- Elephant (2003)
- Get Behind Me Satan (2005)
- Icky Thump (2007)

Amb The Raconteurs
- Broken Boy Soldiers (2006)
- Consolers of the Lonely (2008)

Amb The Dead Weather
- Horehound (2009)
- Sea of Cowards (2010)

En solitari
- Blunderbuss (2012)
- Lazaretto (2014)
- Boarding House Reach (2018)
- Fear of the Dawn (2022)
- Entering Heaven Alive (2022)
- No Name (2024)